# David Card
David Edward Card, född 1956 i Guelph, Ontario, är en kanadensisk ekonom och professor vid University of California, Berkeley.
Han tilldelades 2021 års Sveriges riksbanks pris i ekonomisk vetenskap till Alfred Nobels minne "för sina empiriska bidrag till arbetsekonomi ", och delade på priset med Joshua Angrist och Guido Imbens.

## Biografi
Cards föräldrar var mjölkbönder och han bor fortfarande kvar på gården där han växte upp. Han avlade kandidatexamen vid Queen's University 1978 och doktorsexamen i nationalekonomi 1983 vid Princeton University.